# Microsoft Paint File
MSP byl formát pro ukládání rastrové grafiky.

## Historie
Microsoft Paint File zkracován jako MSP byl poprvé představen v roce 1983 na veletrhu COMDEX jako součást prezentované předběžné verze Microsoft Windows 1, které ukládaly grafiku v systémovém grafickém programu Paint právě jako MSP. Ve formátu MSP ukládal program Paint grafiku i v oficiálních verzích Windows 1 a Windows 2.
V roce 1987 v rámci změn ve Windows a představení Windows 2 došlo k úpravě formátu MSP tak, že začal podporovat kompresi RLE.
V roce 1990 byl MSP nahrazen novějším formátem BMP. Grafiku ve formátu MSP bylo možné v novém Paintbrushu otevírat, ale již ne ukládat. S vydáním Windows 3.1 přestal být formát MSP podporován zcela.

## Použití
MSP podporoval výhradně černobílou grafiku. MSP se převážně používal v dobových verzích Paint v rozhraní Windows, MSP však bylo možné použít i v některých dobových verzích grafických nástrojů založených na systému MS-DOS.

## Základní informace
| Jméno                  | Microsoft Paint File                      |
| Rovněž znám jako       | Microsoft Paint Format, MSP               |
| Typ                    | Bitmapa                                   |
| Barevná paleta         | Mono                                      |
| Komprese               | RLE (od verze 2), nekomprimováno          |
| Max. velikost předlohy | 64Ki × 64Ki pixelů                        |
| Číselný formát         | little-endian                             |
| Původce                | Microsoft Corporation                     |
| Platforma              | PC používající MS-DOS s nástavbou Windows |

## Organizace souboru
Soubor ve formátu MSP byl složen z 32-bytové hlavičky a samotných dat popisujících grafiku. Hlavička obsahovala položky Key1 a Key2 (Klíč1 a Klíč2), které definovaly verzi formátu souboru. Verze 1 byla definovaná takto: Key1 = 6144h a Key2 = 4D6Eh, verze 2 takto: Key1 = 694Ch a Key2 = 536Eh.
Další dvě položky byly Width a Height (šířka a výška), které definovaly šířku a výšku grafiky v pixelech. Vynásobení těchto hodnot představovalo bytovou velikost grafiky.
Položky XARBitmap a YARBitmap určovaly poměr stran obrazovky sloužící k vytvoření bitmapového obrázku. XARPrinter a YARPrinter určovaly poměr stran výstupu tiskového zařízení. Když byl soubor vytvořen jiným nástrojem, než Paintem ve Windows, zpravidla se tyto čtyři hodnoty shodovaly s hodnotami Width a Height.
Položky PrinterWidth a PrinterHeight určovaly v pixelech velikost výstupu tiskového zařízení, pro které byl obrázek specificky formátován. Typicky se tyto hodnoty shodovaly s hodnotami Width a Height.
XAspectCorr a YAspectCorr měly sloužit k uložení informace o opravě poměru stran, ale ve verzi 2, ani předcházející se nepoužívaly a měly být nastaveny na hodnotu 0.
CheckSum představoval kontrolní součet, který vznikl výpočtem exkluzivního logického součtu předešlých dvanácti slov. Pokud se exkluzivní logický součet všech třinácti slov dohromady rovnal nule, program považoval informace v hlavičce za správné.
Po položce CheckSum následovala ještě položka Padding, která prodlužovala hlavičku na celých 32 bytů a měla být vyhrazena pro budoucí použití, nikdy však použita nebyla.
Bezprostředně po hlavičce následovala data popisující grafiku. Data se skládala z jednoho bitu pro každý pixel grafiky.